# Каидов, Зулкаид Гусейнович
Зулкаид Гусейнович Каидов (род. 29 января 1968) — ранее заместитель начальника Службы по защите конституционного строя и борьбе с терроризмом Управления ФСБ России по Республике Дагестан. Герой Российской Федерации.

## Биография
Родился 29 (по другому источнику — 9) января 1968 года в селе Буршаг Агульского района Дагестанской АССР (ныне — Республики Дагестан).
С 1996 года по 2013 год служил в Управлении Федеральной службы безопасности Российской Федерации (ФСБ России) по Республике Дагестан, где позднее стал заместителем начальника Службы по защите конституционного строя и борьбе с терроризмом. Впоследствии переведён на службу в центральный аппарат ФСБ России в Москве. 
Непосредственный участник и организатор ряда основных успешных контртеррористических операций на Северном Кавказе, за что неоднократно награждался орденами и медалями, является ветераном боевых действий.
Указом Президента Российской Федерации («закрытым») от 24 марта 2009 года за мужество и героизм, проявленные при исполнении воинского долга в условиях, сопряжённых с риском для жизни, полковнику Каидову Зулкаиду Гусейновичу присвоено звание Героя Российской Федерации с вручением знака особого отличия — медали «Золотая Звезда».
4 апреля 2009 года в Махачкале всего в нескольких десятках метров от управления ФСБ РФ по РД на него было совершено покушение. 
В настоящее время живёт и работает в Москве.
Воинское звание: полковник.

## Награды
- Герой Российской Федерации (24.03.2009);
- Орден За заслуги перед Отечеством 3 степени с мечами (06.08.2010);
- Орден За заслуги перед Отечеством 4 степени с мечами (20.12.2006);
- Орден Мужества (20.12.2004);
- Орден «За военные заслуги» (12.02.2009);
- Медаль «За отвагу» (06.02.2007);
- медаль «За отличие в охране общественного порядка» (25.12.2001);
- Орден «За заслуги перед Республикой Дагестан» (17.12.2009).

## Семья
Отец, Гусейн Каидов — бывший первый секретарь Агульского райкома
Брат, Закир Каидов — действующий глава Агульского района